# Г'юсон (Каліфорнія)
Г'юсон (англ. Hughson) — місто (англ. city) в США, в окрузі Станіслаус штату Каліфорнія. Населення — 7481 особа (2020).

## Географія
Г'юсон розташований за координатами 37°36′2″ пн. ш. 120°51′56″ зх. д. / 37.60056° пн. ш. 120.86556° зх. д. (37.600498, -120.865564).  За даними Бюро перепису населення США в 2010 році місто мало площу 4,70 км², уся площа — суходіл. В 2017 році площа становила 5,03 км², уся площа — суходіл.

## Демографія
Згідно з переписом 2010 року, у місті мешкало 6640 осіб у 2069 домогосподарствах у складі 1628 родин. Густота населення становила 1412 особи/км².  Було 2234 помешкання (475/км²).
Расовий склад населення:
| - 77,2 % — білих - 1,5 % — азіатів - 1,1 % — корінних американців - 0,8 % — чорних або афроамериканців - 0,2 % — вихідців з тихоокеанських островів - 14,8 % — осіб інших рас |

До двох чи більше рас належало 4,4 %. Частка іспаномовних становила 43,2 % від усіх жителів.
За віковим діапазоном населення розподілялося таким чином: 30,5 % — особи молодші 18 років, 58,7 % — особи у віці 18—64 років, 10,8 % — особи у віці 65 років та старші. Медіана віку мешканця становила 32,8 року. На 100 осіб жіночої статі у місті припадало 93,8 чоловіків;  на 100 жінок у віці від 18 років та старших — 91,9 чоловіків також старших 18 років.
Середній дохід на одне домашнє господарство  становив 66 405 доларів США (медіана — 52 036), а середній дохід на одну сім'ю — 73 573 долари (медіана — 56 909). Медіана доходів становила 66 379 доларів для чоловіків та 41 397 доларів для жінок. За межею бідності перебувало 24,3 % осіб, у тому числі 36,7 % дітей у віці до 18 років та 7,0 % осіб у віці 65 років та старших.
Цивільне працевлаштоване населення становило 2730 осіб. Основні галузі зайнятості: освіта, охорона здоров'я та соціальна допомога — 36,3 %, виробництво — 11,2 %, сільське господарство, лісництво, риболовля — 7,1 %, публічна адміністрація — 6,8 %.